# One-Two-Go-Airlines-Flug 269
One-Two-Go-Airlines-Flug 269 war ein planmäßiger Passagierflug der thailändischen Billigfluggesellschaft One-Two-Go Airlines, auf dem am 16. September 2007 auf dem 600 Kilometer langen Inlandsflug vom Flughafen Bangkok-Don Mueang zum Flughafen Phuket eine McDonnell Douglas DC-9-82 bei einem missglückten Durchstarten verunglückte. Die Maschine hatte 123 Passagiere und sieben Besatzungsmitglieder an Bord.

## Verlauf
Das Flugzeug war gegen 14:30 Uhr Ortszeit vom Flughafen Bangkok-Don Mueang gestartet und verunglückte bei einem missglückten Durchstartversuch in Phuket. Die Piloten hatten nach einem etwa 60-minütigen Flug gegen 15:39 Uhr einen Landungsversuch abgebrochen. Da der Schubhebel auf Leerlauf stand, war das Flugzeug dabei neben der Landebahn auf das Flugfeld gestürzt, wo es dann in einen Begrenzungswall rutschte. Zum Zeitpunkt der Landung herrschte Westwind mit einer Geschwindigkeit von 10–40 Knoten und es regnete stark. Die Maschine zerbrach in drei Teile und ging in Flammen auf.

## Ursache
Als Unfallursache wurde im Abschlussbericht der Untersuchungen ein Zusammentreffen mehrerer Anlässe erwähnt: Einerseits war die Wetterlage schlecht, andererseits reagierte die Flugzeugbesatzung nicht ausreichend, auch die Situation am Flughafen selbst wurde als verbesserungswürdig erachtet. Vor der Landung soll der indonesische Pilot Areef Mulyadi durch den Tower mehrfach vor schwierigen Windverhältnissen gewarnt worden sein, sich aber trotzdem zur Landung entschlossen haben.

## Bergung
Die beiden Flugschreiber wurden geborgen und zur Auswertung in die Vereinigten Staaten geflogen.

## Fluggerät
Das Flugzeug war eine zweistrahlige Kurz- und Mittelstreckenmaschine des Typs McDonnell Douglas DC-9-82 der Billigfluggesellschaft One-Two-Go Airlines, die noch fünf weitere Flugzeuge dieses Typs besaß. Das Flugzeug mit dem Luftfahrzeugkennzeichen HS-OMG und der Seriennummer 49183 absolvierte seinen Erstflug am 17. November 1983. Das Flugzeug war mit Triebwerken des Types Pratt & Whitney JT8D-217A ausgestattet. Es wurde zunächst am 20. Dezember 1983 an Trans World Airlines ausgeliefert und nach der Übernahme am 2. Dezember 2001 von American Airlines eingesetzt. Zu jener Zeit hatte die Maschine das Kennzeichen N912TW. Ab April 2006 war die Maschine abgestellt und ging am 21. März 2007 in die Flotte von One-Two-Go Airlines über. Bei dem Unfall handelte es sich um den 22. Totalverlust eines Flugzeuges dieser Baureihe und den bis dahin drittschlimmsten Flugunfall in Thailand. Es war der folgenschwerste Flugunfall in Thailand, seitdem 1998 ein Airbus A310 auf dem Thai-Airways-Flug 261 in ein Reisfeld gestürzt war.

## Passagiere
Unter den Passagieren waren mindestens 85 Ausländer, unter anderem aus Europa, Australien und Asien. Nach den ersten Berichten hatten die Rettungskräfte 42 Menschen aus der brennenden Maschine gerettet. Bei dem Flugunfall wurden 90 Personen getötet, darunter 62 Ausländer. Unter den Überlebenden waren 14 Thailänder, acht Briten, vier Deutsche, drei Iraner, drei Iren, zwei Niederländer, zwei Schweden und je ein Australier, Österreicher, Franzose und Italiener.
Unter den Toten befanden sich zwei deutsche Studenten aus Mainz.